# 네팔 궁중 학살

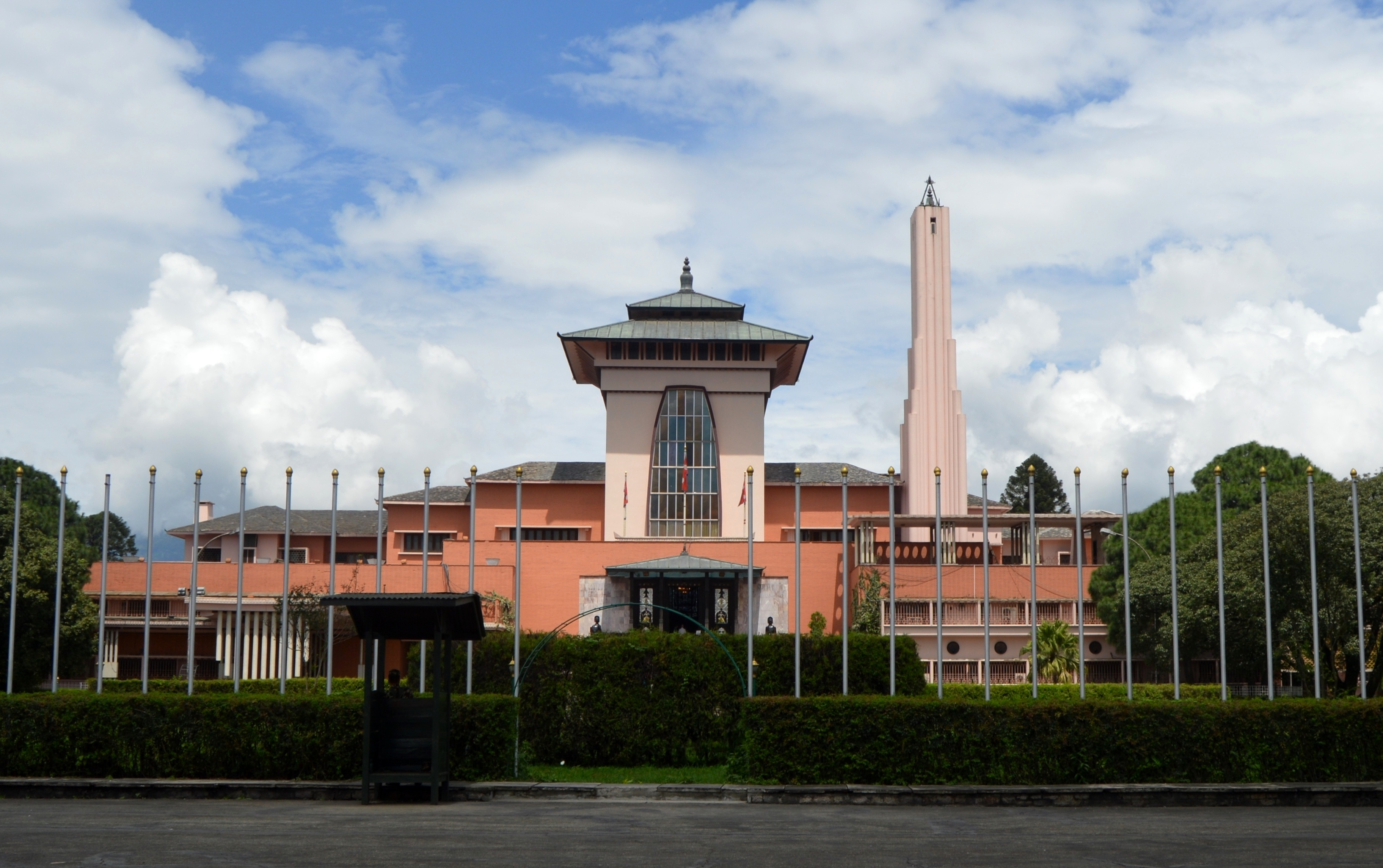
왕가의 본거지였던 나라얀히티 왕궁. 왕의 퇴위와 공화국 건국에 따라 건물과 그 터가 박물관으로 바뀌었다.

네팔 궁중 학살(네팔어: दरवार हत्याकाण्ड)은 2001년 6월 1일, 네팔 왕국의 나라얀히티 왕궁에서 발생한 참극이다. 이 사건으로 비렌드라 왕과 아이슈와리야 왕비를 비롯한 9명의 왕족들이 사망하였다. 병원에 실려간 디펜드라 왕세자는 법에 의해 왕이 되었으나 사건 3일째인 6월 4일에 사망했으며, 이 사건으로 갸넨드라가 다음 왕이 되었다.

## 전개
조사 결과에 의하면, 디펜드라 왕자가 취한 채 손님들과 함께 버릇 없이 행동하였고, 그 결과로 그의 아버지인 비렌드라 왕, 그의 아들은 만찬회장을 떠났다. 취한 디펜드라 왕자는 그의 동생 니라잔 왕자와 사촌 파라스 왕자에 의해 자신의 방으로 끌려갔다.
한 시간 후, 디펜드라는 한 자루의 MP5K과 한 자루의 M16 소총을 소지하여, 만찬회장에 되돌아왔다. 총을 단발로 천장을 쏜 후 그의 아버지 비렌드라 왕에게 겨누었고 몇 초 후, 디펜드라는 그의 고모를 쏘았고, 그 후 그를 막으려는 삼촌 디렌드라의 흉부를 근거리에서 쏘았다. 총격이 진행되는 동안, 니라잔 왕자의 슈르티 공주도 총에 맞고 파라스 왕자는 부상이 더 악화되었으나, 소파로 두 아이를 포함해서 적어도 세 명의 왕족을 데려옴으로써, 용케 구할 수 있었다.

## 결과
사건 이후, 비렌드라 국왕의 동생 갸넨드라가 즉위하였다. 갸넨드라에 대한 국민의 지지도는 낮았고, 이 사건은 마오주의자들에 의한 네팔 내전 와중에 혼란을 더했다. 이후 네팔은 2008년에 239년간 지속되던 왕정 체제를 끝내고 공화국이 되었으며, 이에 따라 갸넨드라 국왕은 퇴위하게 되었다.

## 같이 보기
- 로마노프가의 몰살